# Antonio Nieddu
Antonio Nieddu (auch: Tonino Nieddu) ist ein italienischer Fernsehregisseur und -produzent.

## Leben und Karriere
Nieddu arbeitete in erster Linie für das Fernsehen, bei dem er als Regisseur und Produzent für Sendungen wie Zecchino d'oro wirkte. Er inszenierte 1976 und zehn Jahre später zwei Fernsehfilme, letzteren nach eigenem Drehbuch. Zwischen 1974 und 1977 war er als Regieassistent für verschiedene Kinoproduktionen tätig.

## Filmografie (Auswahl)
Regisseur
- 1976: Disubiddire è peccato (Fernsehfilm)
- 1986: Il tamburo del lupo

Produzent für die RAI
- 2003: Die besten Jahre (La meglio gioventù)[2]
- 2004: Madre come te[3]